# Geest

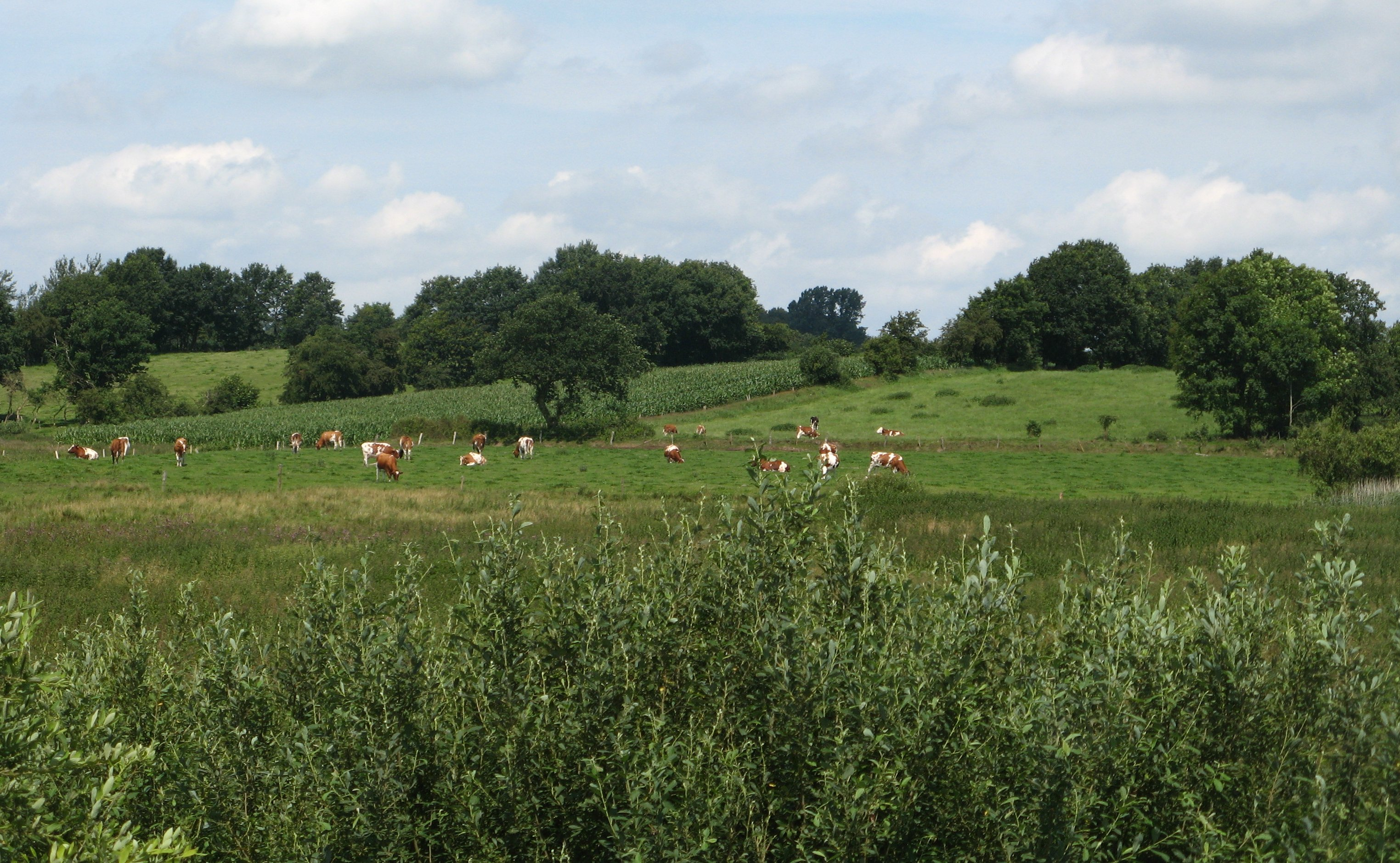
Geest cerca de Dörpling en Schleswig-Holstein, Alemania.

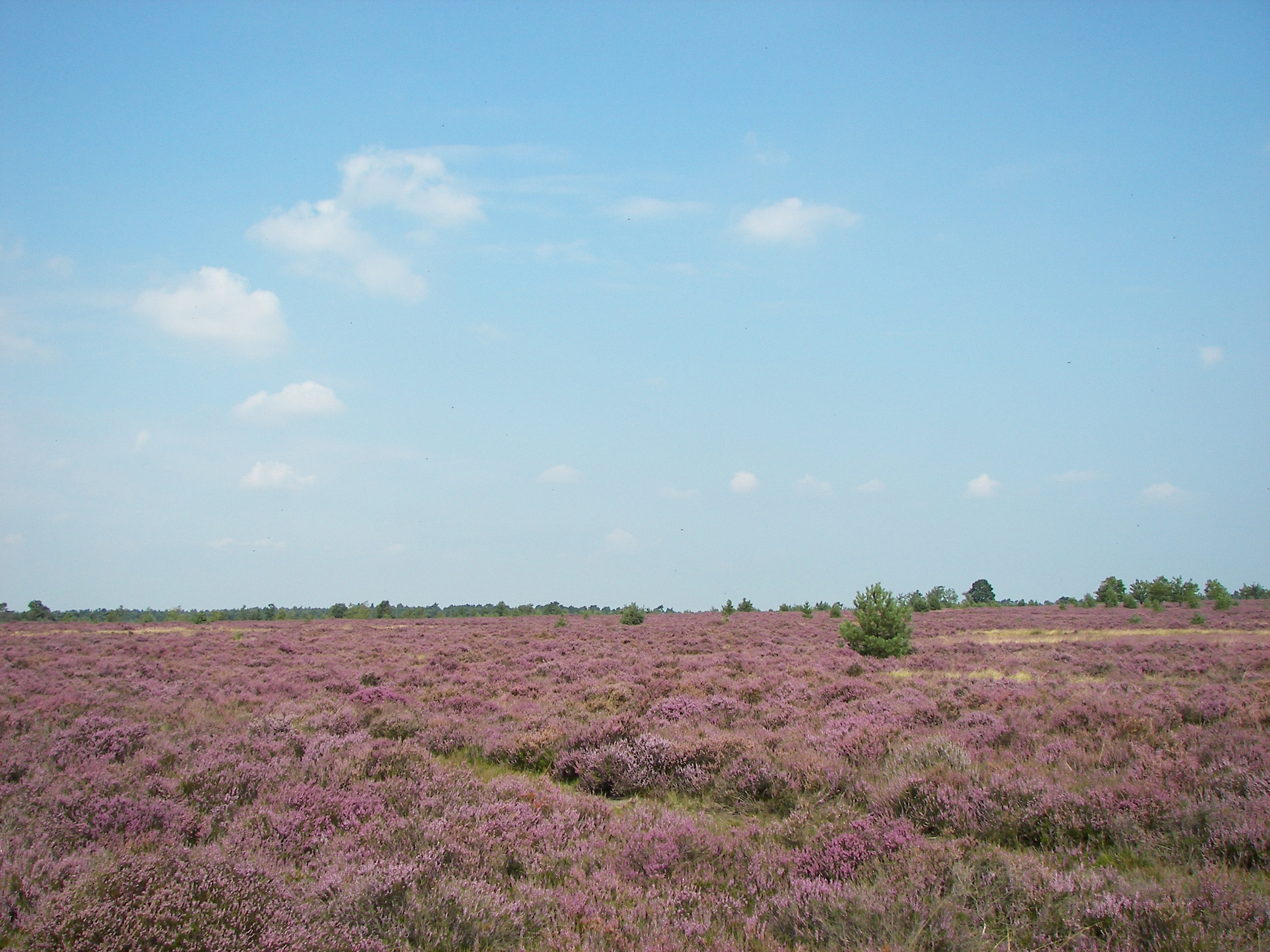
El Osterheide, un paisaje de páramo en geest cerca de Schneverdingen, en el Brezal de Luneburgo, Alemania.

Geest es un tipo de terreno ligeramente elevado que se da en las llanuras del norte de Alemania, el norte de los Países Bajos y Dinamarca. Es un paisaje de suelos de arenas y gravas, generalmente cubierto de un manto de vegetación y brezales, que comprenden depósitos glaciares dejados atrás después de la última época glacial en el Pleistoceno.
El Geest está hecho de terrenos de morrenas y sandurs. Están casi siempre cerca de llanuras de marismas. En comparación con las marismas, el geest es más elevado y está mejor protegido contra las inundaciones, aunque sus suelos son más pobres para la agricultura. Donde el geest bordea directamente al mar, existen colinas de arena.
Los más antiguos asentamientos en el Norte de Alemania (Frisia septentrional) y Dinamarca se sitúan sobre geest, ya que proporciona mejor protección contra inundaciones de temporales. Muchas importantes poblaciones se sitúan en la frontera entre el geest y las marismas donde la población podía disfrutar de la protección contra inundaciones del geest pero también utilizar el suelo mucho más fértil de las marismas.
Ejemplos de regiones caracterizadas por geest son las siguientes:
- el Geest de Burgdorf-Peine
- el Geest de Cloppenburg cerca de Cloppenburg
- las colinas de geest entre Wedel, Altona y Hamburgo-Neustadt y entre Hamburgo-St. Georg, Bergedorf, Geesthacht y Lauenburgo al norte del Elba
- las regiones centrales de las islas Amrum, Föhr y Sylt
- el Geest de Hanóver
- el Geest de Heide-Itzehoe
- el Geest de Linteln cerca de Kirchlinteln
- el Brezal de Luneburgo en Baja Sajonia
- el Páramo Geest de Rehden
- el Geest de Schleswig
- el Geest de Stade cerca de Stade (incluyendo el Geest de Zeven y el Gees de Wesermünde)
- el Geest de Wildeshausen en Baja Sajonia
- la cresta de Wingst al noroeste de Hemmoor (Baja Sajonia)